# 戴國衛
戴國衛 PC  （1950年8月16日—），加拿大政治人物，2000年-11年間擔任加拿大國會下議院議員，代表卑詩省的奧卡拿根－高貴哈拉選區（Okanagan—Coquihalla）。他曾於2000年-01年間出任加拿大聯盟黨魁和加拿大官方反對黨領袖，其後則成為加拿大保守黨黨員並曾於該黨執政期間晉身聯邦內閣，先後出任公共安全部長、國際貿易部長、亞太門戶國務部長和國庫局主席。在此之前他曾活躍於亞伯達省政壇，1986年至2000年間出任亞伯達省議會議員，並曾在該省內閣中擔當數項部長職務。

## 早年及個人生活
戴國衛於安大略省巴里出生，父親老斯托克韋爾·戴伊（Stockwell Day, Sr.）為賽樂百貨副總裁，因應他的工作需要一家經常遷居國內不同地方。戴國衛的童年在諾華斯高沙省、紐賓士域省、渥太華和魁北克城渡過，少年時期則在蒙特婁上中學。他18歲時一家遷至卑詩省維多利亞，他在當地的維多利亞大學修讀英文和創意寫作，但沒有完成學位便離開該校。
他父親曾於1972年聯邦大選代表加拿大社會信用黨競逐納奈莫－科威恰－海島選區（Nanaimo—Cowichan—The Islands）國會下議院議席，但只贏取4.17%選票排行第四。
戴國衛離開大學後一度在漁船上當水手，同期結識了瓦萊麗（Valorie），兩人於1971年結婚並於翌年遷居卑詩內陸基隆拿市，在當地創立一間拍賣行。然而，拍賣行經營一年後遭遇火災焚毀，為了償還債務戴國衛往後數年間在不同地方工作，包括在卑詩內陸當樵夫、在西北地區因紐維克當油田工、以及在亞伯達省愛民頓一間窗簾軌公司當營業員和安裝工，而他在愛民頓期間亦曾效力一間專門協助問題街頭少年的機構。
戴國衛年幼時跟隨家人奉信聖公宗，但他少年時期沒有宗教信仰。他與瓦萊麗結婚並育有三子後重新評估自己的宗教立場，開始奉信五旬宗，並認為聖經無誤。他於1970年代末到亞省紅鹿市附近本特利鎮（Bentley）一間五旬宗教堂出任牧師，並管理該教堂的附屬學校。

## 晉身省政
戴國衛在本特利任牧師期間，開始活躍於一間代表私立基督教學校向省政府溝通的說客組織，並展開他對政治的興趣。他於1986年省選代表亞伯達進步保守黨競逐紅鹿市北選區議席並勝出，首度晉身亞伯達省議會，在首屆省議員任期只擔當執政黨後座議員的角色。他於1989年省選連任省議員，並一度出任進步保守黨黨鞭。簡欣（Ralph Klein）於1992年12月當選進步保守黨黨魁並出任省長後委任戴國衛入內閣出任勞工部長，同時負責公共僱員關係委員會、勞工賠償局、和職業健康及安全事務。
戴國衛於1993年省選順利連任，同年12月起兼任省議會執政黨領袖，再於1996年6月加任家庭及社會服務部長。他於1997年省選連任後調任財政部長，任内平衡亞省預算並計劃在該省實行單一稅率。
戴國衛為亞省政壇中最高調的社會保守主義者之一。他曾於亞省進步保守黨的1995年度大會中支持一項由反墮胎組織提出，停止省政府透過公共醫療保健系統支付墮胎程序的動議；該項動議在簡欣公開反對下被否決。另一方面，加拿大最高法院於1998年裁定同性戀者需受亞省的人權法所保障後，戴國衛支持省府引用《加拿大權利與自由憲章》中的豁免條款來避免跟從該項裁決，但此舉亦被簡欣反對。
1999年戴國衛在報章撰文批評紅鹿市律師戈達德（Lorne Goddard）在法庭辯護一位被控擁有兒童色情物品的人士，並暗示戈達德本人認同該名被告的觀點。戈達德同年入禀法庭控告戴國衛誹謗，並尋求60萬元賠償；雙方於2000年12月庭外和解。

## 加拿大聯盟黨魁
戴國衛活躍省政的同時，亦不時公開支持聯邦右翼政黨加拿大改革黨的立場。當時加拿大聯邦層面的右翼政治光譜分別由改革黨和中間偏右的加拿大進步保守黨所盤踞，兩者分薄右翼票源，聯邦自由黨從中得益。改革黨黨魁曼寧（Preston Manning）因此在黨內成立聯合替代委員會（United Alternative），以求結合該兩聯邦右翼政黨；此舉亦為戴國衛所支持。改革黨黨員於2000年初通過將該黨改組成加拿大聯盟後，外界揣測戴國衛會否角逐黨魁職位；他終在同年3月末宣布競選黨魁。
加拿大聯盟黨魁選舉首輪投票於2000年6月24日舉行，戴國衛贏取44%選票排行第一，與得票第二高的曼寧雙雙出線。在同年7月8日舉行的次輪投票中，戴國衛以63.4%得票率壓倒曼寧，當選加拿大聯盟黨魁。他發表得勝演說時邀請進步保守黨黨魁加入加拿大聯盟，以團結右派勢力在來屆聯邦大選擊敗自由黨。
戴國衛隨後辭去亞伯達省議員職務，並尋求透過補選贏取國會議席，以讓他在下議院代表加拿大聯盟議政。卑詩省奧卡拿根－高貴哈拉選區（Okanagan—Coquihalla）國會議員哈特（Jim Hart）禪讓該議席，讓戴國衛參與該區補選。補選於同年9月11日舉行，戴國衛獲得70％選票贏取該議席，首度晉身國會並成為加拿大官方反對黨領袖；他於同日駕駛水上電單車出席當選國會議員後首場記者會。

### 2000年聯邦大選
戴國衛當選國會議員後數星期，自由黨籍總理克雷蒂安宣布將下屆聯邦大選提早至2000年11月27日舉行；外界認為此舉是為了縮短加拿大聯盟準備競選活動的時間。儘管如此，加拿大聯盟中人期望在戴國衛領導下能在安大略省取得突破，並對大選結果審慎樂觀。民意調查顯示加拿大聯盟的支持度從10月中的19%上升至10月末的28%，分析指該股氣勢若持續下去的話，自由黨可能失去多數黨地位，加拿大聯盟更有些微機會掌政。
競選活動第一周為戴國衛帶來兩次尷尬場面。他到訪一間科技公司時談及加拿大人才外流到美國，但該公司東主則表示他於八年前從美國遷至加拿大。翌日戴國衛以尼亞加拉瀑布為背景，指加國工作職位如尼亞加拉河河水般往南流至美國，但該河實際上從伊利湖往北流至安大略湖。
墮胎爭議於11月初成為競選議題。媒體發現加拿大聯盟候選人的簡報手冊提及全國若有3%選民署名支持的話，該黨會就墮胎和死刑等議題舉行公投。面對媒體詢問時，戴國衛表示他個人認為3%門檻偏低，並指這只是一項建議而非該黨的正式政策。他又謂墮胎公投只會在舉行公眾諮詢後才進行，並指民意調查顯示公眾目前無意舉行相關公投。這番言論惹來反對墮胎的加拿大聯盟支持者所批評。
在11月9日舉行的黨魁英語電視辯論中，戴國衛回應早前有關加拿大聯盟支持雙軌醫療系統的指控，在台上舉起寫上「不要雙軌醫療系統」（"No 2-tier healthcare"）的紙牌，違反辯論會中不能使用道具的規則。進步保守黨黨魁批評此舉，指戴國衛似為電視遊戲節目主持人職位試鏡。克拉克亦批評戴國衛在墮胎議題所持的立場，指他背後隱藏將墮胎非法化的動機。《多倫多星報》和《環球郵報》評論皆認為戴國衛是該場辯論的「大輸家」。
加拿大聯盟在這次大選贏取66席，全國得票率約為26%，延續改革黨的官方反對黨地位。該黨在加西表現理想，分別取得卑詩省34席中的27席和亞伯達省26席中的23席。然而，該黨只在安大略省103席中贏取兩席，未能擺脫自由黨操控安省的局面。戴國衛本人則順利在奧卡拿根－高貴哈拉選區連任國會議員。

### 大選後續

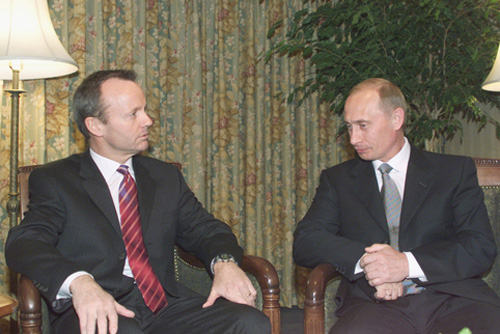
戴國衛與俄羅斯總統普京會面（攝於2000年12月）

戴國衛誹謗官司庭外和解的部分細節於2001年1月公開，涉及金額達79萬2千元，當中6萬元作為對戈達德的賠償，餘下金額則主要為律師費。由於戴國衛當時任職亞伯達省議員，該筆費用由亞省政府的風險管理基金支付，而該基金則來自亞省省民所繳交的稅項。他就此向亞省納稅人表達歉意，並於同年3月表示會向亞省政府支付6萬元以抵銷戈達德的賠償金額。
2001年4月，《環球郵報》報道指加拿大聯盟曾考慮聘用一名私家偵探，以研究是否有題材抹黑克雷蒂安和聯邦自由黨。戴國衛於同月7日確認曾與該名男子會面，但否認該黨有意聘用他。戴國衛於翌日發表聲明撤回上述言論，指他與該名男子素未謀面，並謂他閱讀該篇《環球郵報》報道時誤會了該名男子的身份，才誤以為他們兩人曾經見面。
在不利消息困擾下，戴國衛開始失去部分黨員支持。包括副黨魁格雷（Deborah Grey）和下議院官方反對黨首席議員施察奧（Chuck Strahl）在内的數名黨內高層於2001年4月末辭去影子內閣職務，但戴國衛堅持留任黨魁；格雷和施察奧等人於往後數月內自行離開或被逐出黨團。面對黨內鬥爭，戴國衛於7月中宣布提早舉行黨魁選舉，並計劃於選舉前90日辭任黨魁，但沒有表明是否計劃再度參選。另一方面，格雷、施察奧和另外十名黨員則於同期籌組成「民主代表黨團」（Democratic Representative Caucus），並於8月中與進步保守黨高層會面，商討在國會內加強合作。
加拿大聯盟全國委員會確定於2002年3月舉行黨魁選舉，而戴國衛則於2001年11月末宣布辭任黨魁，同年12月12日生效。他於2002年1月宣布參與黨魁選舉，在同年3月20日公布的首輪投票結果中獲取37.49%選票屈居第二，敗於贏取過半數選票當選的哈珀。為了顯示黨員團結，哈珀於同年4月任命戴國衛為影子內閣外交事務評議員。

## 後黨魁國會生涯

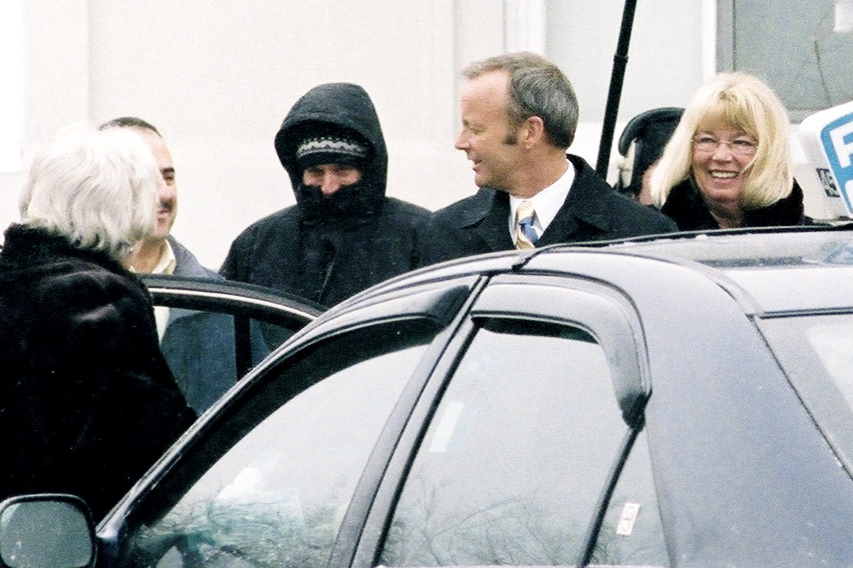
戴國衛抵達總督府出席內閣部長宣誓儀式（攝於2006年2月）

加拿大聯盟和進步保守黨於2003年末合併成新的聯邦保守黨，而過渡成為保守黨黨員的戴國衛則留任外交事務評議員，2004年聯邦大選連任國會議員後亦然。
保守黨於2006年聯邦大選壓倒自由黨贏取少數政府，連任國會議員的戴國衛則獲新任總理哈珀委任為公共安全部長。他於2008年大選連任後則調任國際貿易部長，同時兼任亞太門戶國務部長。哈珀於2010年1月改組聯邦內閣，戴國衛調任國庫局主席但留任亞太門戶國務部長。
2011年3月12日，戴國衛宣布不會在來屆聯邦大選中尋求連任國會議員，並退出政壇。

## 離開政壇
戴國衛離開國會後成立顧問公司，為客人提供與政府機關聯繋的策略。他於2011年6月獲加拿大亞太基金會任為傑出學者，同年七月加盟銘倫律師事務所（McMillan LLP），在其溫哥華分所出任高級戰略顧問。他於2014年出任太平洋未來能源公司（Pacific Future Energy Corp.）的特別顧問和董事局成員。他在研科電訊公司的董事局任職戰略顧問，並任加中貿易理事會副主席。
2020年喬治·弗洛伊德之死引發的示威活動期間，戴國衛於6月2日亮相CBC新聞網絡時表示，他認為加拿大不存在制度性種族主義，並將種族主義受害者所遇的經歷與自己年少時因戴眼鏡而受欺凌的遭遇相提並論。他於翌日就言論致歉，並即時辭去研科董事和銘倫戰略顧問職務。

## 外部連結
- （英文）加拿大國會網站 戴國衛議員簡介 （页面存档备份，存于）